# Niko Röhlcke
Niko Röhlcke, född 2 januari 1966, är en svensk popmusiker som spelar gitarr och keyboards.  Han är medlem i gruppen Weeping Willows och har även gjort musik till film och teater. Röhlcke har även spelat med Johan Johansson, Anders F Rönnblom, Carl-Johan Vallgren och Stefan Sundström (i hans kompband Apache).

## Filmmusik
- 2003 – Assistenten
- 2007 – Sverker Åström - på sin ålders vår
- 2008 – Stig
- 2009 – Gunnel
- 2011 – Arne Dahl: Misterioso (TV-serie)
- 2012 – Arne Dahl: Ont blod (TV-serie)
- 2012 – Arne Dahl: De största vatten (TV-serie)
- 2012 – Arne Dahl: Upp till toppen av berget (TV-serie)
- 2012 – Arne Dahl: Europa Blues (TV-serie)
- 2012 – Händelser vid Slussen
- 2013 – Mig äger ingen